# Jim Jeffords

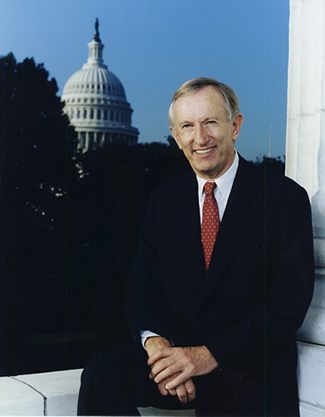
Jim Jeffords

James Merrill "Jim" Jeffords, född 11 maj 1934 i Rutland i Vermont, död 18 augusti 2014 i Washington, D.C., var ledamot av USA:s senat från delstaten Vermont 1989–2007. Han var ledamot av USA:s representanthus 1975–1989. 2001 lämnade han det republikanska partiet och var därefter obunden.
Jeffords var son till Olin Jeffords, som var chefsdomare i delstaten Vermonts högsta domstol. Jim Jeffords avlade 1956 sin grundexamen vid Yale University, och tjänstgjorde därefter i tre år i USA:s flotta. Han avlade 1962 juristexamen vid Harvard Law School. Han var medlem av kongregationalistkyrkan och gift med Elizabeth Daley. Tillsammans hade de barnen Leonard och Laura.
Jeffords efterträddes i USA:s senat av en annan obunden, Bernie Sanders.